# La Tournée des grands ducs (film 1910)
La Tournée des grands ducs è un cortometraggio muto del 1910 diretto da Léonce Perret.

## Produzione
Il film fu prodotto dalla Pathé Frères.

## Distribuzione
Distribuito dalla Pathé Frères, uscì nelle sale cinematografiche francesi nel 1910.